# ألان أليمان
ألان أليمان (بالإسبانية: Allan Alemán)‏ هو لاعب كرة قدم ومدرب كرة قدم كوستاريكي في مركز نصف الجناح، ولد في 29 يوليو 1983 في سان خوسيه في كوستاريكا. شارك مع منتخب كوستاريكا لكرة القدم. أما مع النوادي، فقد لعب مع ديبورتيفو بيتابا وديبورتيفو سابريسا وريال إسبانيا ونادي شينجيانغ تيانشان ليوبارد.

## وصلات خارجية
- ألان أليمان على موقع الاتحاد الدولي (مؤرشف)  (الإنجليزية)
- ألان أليمان على موقع قاعدة بيانات كرة القدم.إي يو (الإنجليزية)
- ألان أليمان على موقع ناشيونال فوتبول تيمز (الإنجليزية)
- ألان أليمان على موقع Soccerway.com (الإنجليزية)